# Championnats du monde de ski-alpinisme 2008
Navigation
Édition précédente Édition suivante
Les Championnats du monde de ski-alpinisme 2008, sanctionnés par l'International Council for Ski Mountaineering Competitions (ISMC), se sont tenus aux Portes du Soleil,  Suisse, du 23 au 29 février 2008.
Environ 450 athlètes de 29 nations participent à ces championnats. Comparé aux précédents championnats, une course Longue Distance est ajoutée.

## Résultats

### Classements par nations et médailles
(Sans le classement longue distance; tous âge confondu)
| Rang | Pays               | Individuel | Individuel    | Individuel        | Individuel         | Relais | Relais        | Relais            | Relais             | Équipes | Équipes       | Équipes           | Équipes            | Vertical Race | Vertical Race | Vertical Race     | Vertical Race      |              |
| Rang | Pays               | Points     | Médaille d'or | Médaille d'argent | Médaille de bronze | Points | Médaille d'or | Médaille d'argent | Médaille de bronze | Points  | Médaille d'or | Médaille d'argent | Médaille de bronze | Points        | Médaille d'or | Médaille d'argent | Médaille de bronze | Total points |
| 1    | Italie             | 3 235      | 3             | 3                 | 3                  | 722    | 1             | 1                 |                    | 1 212   | 1             | 1                 | 1                  | 1 920         | 3             | 3                 | 1                  | 7 089        |
| 2    | France             | 3 176      | 3             | 3                 | 1                  | 638    |               |                   | 2                  | 1 182   | 1             |                   |                    | 1 935         | 3             |                   | 3                  | 6 931        |
| 3    | Suisse             | 3 236      |               | 2                 | 3                  | 770    | 2             | 1                 |                    | 1 068   |               | 1                 | 1                  | 1 833         |               | 4                 | 2                  | 6 907        |
| 4    | Espagne            | 2 627      | 2             |                   |                    | 642    |               | 1                 | 1                  | 588     |               |                   |                    | 1 660         | 2             |                   | 2                  | 5 487        |
| 5    | République tchèque | 1 426      |               |                   |                    | 314    |               |                   |                    | 378     |               |                   |                    | 767           |               | 1                 |                    | 2 885        |
| 6    | Allemagne          | 1 253      |               |                   |                    | 346    |               |                   |                    | 498     |               |                   |                    | 750           |               |                   |                    | 2 847        |
| 7    | Andorre            | 1 285      |               |                   |                    | 198    |               |                   |                    | 438     |               |                   |                    | 816           |               |                   |                    | 2 737        |
| 8    | Norvège            | 852        |               |                   |                    | 442    |               |                   |                    | 684     |               |                   |                    | 624           |               |                   |                    | 2 592        |
| 9    | Slovaquie          | 1 629      |               |                   |                    | 192    |               |                   |                    |         |               |                   |                    | 769           |               |                   |                    | 2 590        |
| 10   | Autriche           | 1 382      |               |                   |                    | 216    |               |                   |                    | 168     |               |                   |                    | 578           |               |                   |                    | 2 344        |
| 11   | Suède              | 874        |               |                   |                    | 186    |               |                   |                    | 324     |               |                   |                    | 599           |               |                   |                    | 1 983        |
| 12   | Pologne            | 915        |               |                   | 1                  | 324    |               |                   |                    | 174     |               |                   |                    | 394           |               |                   |                    | 1 807        |
| 13   | Royaume-Uni        | 680        |               |                   |                    | 162    |               |                   |                    | 246     |               |                   |                    | 563           |               |                   |                    | 1 651        |
| 14   | États-Unis         | 648        |               |                   |                    | 156    |               |                   |                    | 210     |               |                   |                    | 346           |               |                   |                    | 1360         |
| 15   | Slovénie           | 584        |               |                   |                    | 168    |               |                   |                    |         |               |                   |                    | 403           |               |                   |                    | 1 155        |
| 16   | Grèce              | 490        |               |                   |                    | 150    |               |                   |                    | 114     |               |                   |                    | 238           |               |                   |                    | 992          |
| 17   | Argentine          | 406        |               |                   |                    |        |               |                   |                    | 12      |               |                   |                    | 218           |               |                   |                    | 636          |
| 18   | Chili              | 248        |               |                   |                    | 144    |               |                   |                    | 12      |               |                   |                    | 153           |               |                   |                    | 557          |
| 19   | Canada             | 345        |               |                   |                    |        |               |                   |                    |         |               |                   |                    | 166           |               |                   |                    | 511          |
| 20   | Bulgarie           | 297        |               |                   |                    |        |               |                   |                    |         |               |                   |                    | 166           |               |                   |                    | 463          |
| 21   | Nouvelle-Zélande   | 210        |               |                   |                    |        |               |                   |                    |         |               |                   |                    | 106           |               |                   |                    | 316          |
| 22   | Chine              | 280        |               |                   |                    |        |               |                   |                    |         |               |                   |                    |               |               |                   |                    | 280          |
| 23   | Japon              | 141        |               |                   |                    |        |               |                   |                    | 18      |               |                   |                    | 100           |               |                   |                    | 259          |
| 24   | Corée du Sud       | 129        |               |                   |                    |        |               |                   |                    |         |               |                   |                    | 88            |               |                   |                    | 217          |
| 25   | Liechtenstein      | 21         |               |                   |                    |        |               |                   |                    |         |               |                   |                    | 86            |               |                   |                    | 107          |
| 26   | Belgique           | 66         |               |                   |                    |        |               |                   |                    |         |               |                   |                    |               |               |                   |                    | 66           |
| 27   | Roumanie           |            |               |                   |                    |        |               |                   |                    |         |               |                   |                    |               |               |                   |                    |              |
| 27   | Venezuela          |            |               |                   |                    |        |               |                   |                    |         |               |                   |                    |               |               |                   |                    |              |

### Individuel
Évènement couru à Valerette le 24 février 2008
- Point de départ: Les Cerniers/District de Monthey
- Différences altitude:
  - Ascension: 1 650 m
  - Descente: 1 650 m

Liste des 10 meilleurs participants (incluant les "Espoirs"):
| Rang               | Participant           | Total temps     |
| ------------------ | --------------------- | --------------- |
| Médaille d'or      | Roberta Pedranzini    | 1 h 51 min 48 s |
| Médaille d'argent  | Laëtitia Roux         | 1 h 53 min 30 s |
| Médaille de bronze | Francesca Martinelli  | 1 h 55 min 59 s |
| 4                  | Nathalie Etzensperger | 1 h 56 min 49 s |
| 5                  | Gloriana Pellissier   | 1 h 57 min 26 s |
| 6                  | Séverine Pont-Combe   | 2 h 01 min 02 s |
| 7                  | Izaskun Zubizarreta   | 2 h 05 min 26 s |
| 8                  | Ariadna Tudel Cuberes | 2 h 07 min 24 s |
| 9                  | Stefanie Koch         | 2 h 08 min 06 s |
| 10                 | Lydia Prugger         | 2 h 08 min 56 s |

| Rang               | Participant        | Total temps     |
| ------------------ | ------------------ | --------------- |
| Médaille d'or      | Florent Perrier    | 1 h 30 min 03 s |
| Médaille d'argent  | Florent Troillet   | 1 h 32 min 13 s |
| Médaille de bronze | Dennis Brunod      | 1 h 32 min 32 s |
| 4                  | Andreas Ringhofer  | 1 h 33 min 13 s |
| 5                  | Grégory Gachet     | 1 h 35 min 14 s |
| 6                  | Yannick Buffet     | 1 h 35 min 15 s |
| 7                  | Alexander Lugger   | 1 h 35 min 17 s |
| 8                  | Manfred Reichegger | 1 h 35 min 20 s |
| 9                  | Marc Solá Pastoret | 1 h 35 min 27 s |
| 10                 | Pierre Bruchez     | 1 h 35 min 28 s |

### Vertical race
Évènement couru le 28 février 2008
- Différences altitude:
  - Ascension : 870 m

Liste des 10 meilleurs participants (incluant "Espoirs"):
| Rang               | Participant               | Total temps |
| ------------------ | ------------------------- | ----------- |
| Médaille d'or      | Roberta Pedranzini        | 43 min 39 s |
| Médaille d'argent  | Francesca Martinelli      | 44 min 49 s |
| Médaille de bronze | Nathalie Etzensperger     | 45 min 08 s |
| 4                  | Lydia Prugger             | 45 min 19 s |
| 5                  | Corinne Favre             | 45 min 23 s |
| 6                  | Véronique Lathuraz        | 45 min 26 s |
| 7                  | Ariadna Tudel Cuberes     | 45 min 30 s |
| 8                  | Laëtitia Roux             | 45 min 59 s |
| 9                  | Sophie Dusautoir Bertrand | 46 min 27 s |
| 10                 | Gloriana Pellissier       | 47 min 16 s |

| Rang               | Participant           | Total temps |
| ------------------ | --------------------- | ----------- |
| Médaille d'or      | Florent Perrier       | 35 min 04 s |
| Médaille d'argent  | Dennis Brunod         | 35 min 42 s |
| Médaille de bronze | Grégory Gachet        | 35 min 49 s |
| 4                  | Kílian Jornet Burgada | 35 min 54 s |
| 5                  | Manfred Reichegger    | 36 min 06 s |
| 6                  | Agustí Roc Amador     | 36 min 31 s |
| 7                  | Sébastien Epiney      | 36 min 35 s |
| 8                  | Florent Troillet      | 37 min 05 s |
| 9                  | Ola Berger            | 37 min 10 s |
| 10                 | Alexandre Pellicier   | 37 min 17 s |

### Longue distance
Évènement couru le 29 février 2008
- Différences altitude:
  - Ascension (hommes/femmes): 3 200 m/2 500 m
  - Descente (hommes/femmes): 3 200 m/2 700 m

Liste des 10 meilleurs participants :
| Rang               | Participant           | Total temps     |
| ------------------ | --------------------- | --------------- |
| Médaille d'or      | Francesca Martinelli  | 3 h 15 min 10 s |
| Médaille d'argent  | Gabrielle Magnenat    | 3 h 16 min 51 s |
| Médaille de bronze | Nathalie Etzensperger | 3 h 21 min 11 s |
| 4                  | Catherine Mabillard   | 3 h 25 min 20 s |
| 5                  | Nathalie Bourillon    | 3 h 26 min 30 s |
| 6                  | Veronika Swidrak      | 3 h 31 min 02 s |
| 7                  | Véronique Lathuraz    | 3 h 32 min 04 s |
| 8                  | Corinne Favre         | 3 h 33 min 38 s |
| 9                  | Izaskun Zubizarreta   | 3 h 36 min 36 s |
| 10                 | Emma Roca Rodríguez   | 3 h 38 min 44 s |

| Rang               | Participant           | Total temps     |
| ------------------ | --------------------- | --------------- |
| Médaille d'or      | Guido Giacomelli      | 2 h 54 min 48 s |
| Médaille d'argent  | Florent Perrier       | 2 h 57 min 47 s |
| Médaille de bronze | Kílian Jornet Burgada | 2 h 58 min 38 s |
| 4                  | Florent Troillet      | 3 h 00 min 53 s |
| 5                  | Peter Svätojánsky     | 3 h 01 min 09 s |
| 6                  | Alexander Lugger      | 3 h 01 min 53 s |
| 7                  | Hansjörg Lunger       | 3 h 05 min 52 s |
| 8                  | Tony Sbalbi           | 3 h 05 min 55 s |
| 9                  | Marc Solá Pastoret    | 3 h 05 min 57 s |
| 10                 | Didier Moret          | 3 h 06 min 01 s |

### Relais
Évènement couru à Morgins le 25 février 2008
- Différences altitude :
  - Ascension : 260 m

Liste des 10 meilleures équipes de relais (incluant les "Espoirs"):
| Rang               | Équipe                                                                        | Total temps     |
| ------------------ | ----------------------------------------------------------------------------- | --------------- |
| Médaille d'or      | Nathalie Etzensperger/Gabrielle Magnenat/Marie Troillet/Séverine Pont-Combe   | 1 h 28 min 54 s |
| Médaille d'argent  | Gloriana Pellissier/Francesca Martinelli/Elisa Fleischmann/Roberta Pedranzini | 1 h 32 min 31 s |
| Médaille de bronze | Corinne Favre/Valentine Fabre/Véronique Lathuraz/Nathalie Bourillon           | 1 h 34 min 54 s |
| 4                  | Lene Pedersen/Ellen Blom/Bodil Ryste/Marit Tveite Bystøl                      | 1 h 38 min 27 s |
| 5                  | Cristina Bes Ginesta/Gemma Arró Ribot/Izaskun Zubizarreta/Emma Roca Rodríguez | 2 h 04 min 18 s |

| Rang               | Équipe                                                                                  | Total temps     |
| ------------------ | --------------------------------------------------------------------------------------- | --------------- |
| Médaille d'or      | Dennis Brunod/Manfred Reichegger/Denis Trento/Martin Riz                                | 58 min 59 s     |
| Médaille d'argent  | Pierre Bruchez/Martin Anthamatten/Florent Troillet/Didier Moret                         | 1 h 00 min 14 s |
| Médaille de bronze | Javier Martín de Villa/Manuel Pérez Brunicardi/Marc Solá Pastoret/Kílian Jornet Burgada | 1 h 02 min 01 s |
| 4                  | Nicolas Bonnet/Martial Premat/Sébastien Perrier/Adrien Piccot                           | 1 h 02 min 36 s |
| 5                  | Martin Bader/Andreas Kalß/Andreas Fischbacher/Alexander Lugger                          | 1 h 05 min 10 s |
| 6                  | Toni Steurer/Andreas Strobel/Stefan Klinger/Konrad Lex                                  | 1 h 06 min 32 s |
| 7                  | Ola Berger/Ove-Erik Tronvoll/Ola Herje Hovdenak/Ole-Jakob Sande                         | 1 h 07 min 10 s |
| 8                  | Xavier Comas Guixé/Xavier Capdevila Romero/Joan Vilana Díaz/Joan Albós Cavaliere        | 1 h 07 min 34 s |
| 9                  | Peter Svätojánsky/Miroslav Leitner/Jozef Hlavco/Juraj Laštík                            | 1 h 07 min 36 s |
| 10                 | Patrik Nordin/André Jonsson/Björn Gund/John Bergstedt                                   | 1 h 08 min 34 s |

### Equipes
Évènement couru à Pointe de l'Au le 26 février 2008
- Différences altitude :
  - Ascension : 1 940 m
  - Descente : 2 125 m

Liste des 10 meilleures équipes (incluant les "Espoirs"):
| Rang               | Équipe                     | Total temps     |
| ------------------ | -------------------------- | --------------- |
| Médaille d'or      | Martinelli/Pedranzini      | 2 h 23 min 53 s |
| Médaille d'argent  | Etzensperger/Pont-Combe    | 2 h 25 min 43 s |
| Médaille de bronze | Magnenat/Mabillard         | 2 h 31 min 35 s |
| 4                  | Favre/Bourillon            | 2 h 32 min 33 s |
| 5                  | Fabre/Lathuraz             | 2 h 37 min 18 s |
| 6                  | Koch/Graßl                 | 2 h 38 min 26 s |
| 7                  | Zubizarreta/Roca Rodríguez | 2 h 38 min 51 s |
| 8                  | Pedersen/Tveite Bystøl     | 2 h 46 min 36 s |
| 9                  | T. Lunger/Cuminetti        | 2 h 46 min 55 s |
| 10                 | Hook/Vikberg               | 2 h 49 min 59 s |

| Rang               | Équipe                         | Total temps     |
| ------------------ | ------------------------------ | --------------- |
| Médaille d'or      | F. Perrier/Pellicier           | 1 h 55 min 40 s |
| Médaille d'argent  | H. Lunger/Giacomelli           | 1 h 56 min 16 s |
| Médaille de bronze | Brunod/Reichegger              | 1 h 56 min 17 s |
| 4                  | Gachet/Bon Mardion             | 2 h 00 min 18 s |
| 5                  | Martín de Villa/J. Bes Ginesta | 2 h 03 min 24 s |
| 6                  | D. Blanc/P. Blanc              | 2 h 03 min 47 s |
| 7                  | Murada/Holzknecht              | 2 h 05 min 25 s |
| 8                  | Marti/Willy                    | 2 h 05 min 55 s |
| 9                  | Berger/Hovdenak                | 2 h 06 min 51 s |
| 10                 | Bonnet/Premat                  | 2 h 07 min 06 s |

### Combiné
(Classement Vertical Race, Individuel et Équipes)
Liste des 10 meilleurs participants :
| Rang               | Participant           |
| ------------------ | --------------------- |
| Médaille d'or      | Roberta Pedranzini    |
| Médaille d'argent  | Francesca Martinelli  |
| Médaille de bronze | Nathalie Etzensperger |
| 4                  | Izaskun Zubizarreta   |
| 5                  | Marit Tveite Bystøl   |
| 6                  | Martina Hook          |
| 7                  | Lene Pedersen         |
| 8                  | Josefina Vikberg      |
| 9                  | Séverine Pont-Combe   |
| 10                 | Corinne Favre         |

| Rang               | Participant            |
| ------------------ | ---------------------- |
| Médaille d'or      | Florent Perrier        |
| Médaille d'argent  | Dennis Brunod          |
| Médaille de bronze | Grégory Gachet         |
| 4                  | Alexandre Pellicier    |
| 5                  | Manfred Reichegger     |
| 6                  | Ola Berger             |
| 7                  | Javier Martín de Villa |
| 8                  | Johann Wieland         |
| 9                  | Florent Troillet       |
| 10                 | Toni Steurer           |